# Gruppo Sportivo Calcio Banco di Roma
Maillots
Dernière mise à jour : juillet 2012.
Le Gruppo Sportivo Calcio Banco di Roma (français : Groupe Sportif Football Banque de Rome) est un club italien de football basé à Rome, la capitale du pays. Il est fondé en 1970 puis disparaît en 1983 à la suite de la volonté des dirigeants de privilégier la section basket-ball, championne nationale cette année-là puis championne d'Europe la saison suivante.

## Bilan saison par saison
| Saison    | Div.          | Class. | Pts | M. J. | V  | N  | D  | Bp | Bc |
| --------- | ------------- | ------ | --- | ----- | -- | -- | -- | -- | -- |
| 1974-1975 | D5 Gr. Latium | 1er    |     | 30    |    |    |    |    |    |
| 1975-1976 | D4 Gr. F      | 5e     | 37  | 34    | 11 | 15 | 8  | 49 | 39 |
| 1976-1977 | D4 Gr. F      | 3e     | 42  | 34    | 17 | 8  | 9  | 51 | 39 |
| 1977-1978 | D4 Gr. F      | 4e     | 39  | 34    | 16 | 7  | 11 | 51 | 35 |
| 1978-1979 | D4 Gr. C      | 13e    | 31  | 34    | 7  | 17 | 10 | 32 | 34 |
| 1979-1980 | D4 Gr. C      | 10e    | 32  | 34    | 9  | 14 | 11 | 34 | 29 |
| 1980-1981 | D4 Gr. C      | 13e    | 30  | 34    | 10 | 10 | 14 | 35 | 41 |
| 1981-1982 | D4 Gr. C      | 14e    | 30  | 34    | 8  | 14 | 12 | 24 | 37 |
| 1982-1983 | D4 Gr. D      | 12e    | 31  | 34    | 8  | 15 | 11 | 32 | 38 |

## Anciens joueurs
- Antonio Tempestilli